# Flaming Pie
Flaming Pie – album studyjny Paula McCartneya wydany w 1997 roku. Jest to swoista kontynuacja reaktywacyjnych albumów Beatlesów Anthology. Ponadto na albumie zostały zamieszczone dwie piosenki wspólnie nagrane z Ringo Starrem.

## Okoliczności powstania i charakterystyka albumu
Na początku lutego 1995 roku Paul połączył swe siły z Jeffem Lynne’em (gitarzystą i wokalistą grupy Electric Light Orchestra, wielkim fanem Beatlesów – wcześniej pracował z George’em Harrisonem nad albumem Cloud Nine (1987), występował wraz z nim w supergrupie The Traveling Wilburys oraz nagrywał z Ringo Starrem album Time Takes Time, a co najważniejsze był także producentem dwóch reaktywacyjnych piosenek Beatlesów Free As A Bird i Real Love zrealizowanych w ramach Anthologii). Album nagrywał przez dwa lata.
Album powstał pod wpływem przeżyć związanych z projektem Anthology. Paul przystąpił do niego jak do kolejnego albumu firmowanego marką The Beatles. Paul nie chciał jednak zbyt skomplikowanych aranżacji, długiego i mozolnego procesu produkcji, więc zdecydował się na nagranie prostych i melodyjnych piosenek. Wytwórnia nie nalegała na nową płytę, bo i tak w związku z Anthology pojawiło się mnóstwo wznowień.
Pracował nad nim nie tylko z Lynne’em, ale także ze Steve’em Millerem (w maju 1969 roku McCartney pod pseudonimem Paul Ramon, nagrał z nim My Dark Hour), George’em Martinem, Ringo Starrem oraz z własnym synem Jamesem McCartneyem.

## Lista utworów
Wszystkie piosenki napisane przez McCartneya (prócz wyróżnionych w nawiasach)
1. The Song We Were Singing – 3:55
2. "The World Tonight – 4:06
3. If You Wanna – 4:38
4. Somedays – 4:15
  - orkiestra – George Martin
5. Young Boy – 3:54
6. Calico Skies – 2:32
7. Flaming Pie – 2:30
8. Heaven On A Sunday – 4:27
  - na gitarze gra syn McCartneya James
9. Used To Be Bad – 4:12 (Paul McCartney/Steve Miller)
10. Souvenir – 3:41
11. Little Willow – 2:58
  - hołd złożony zmarłej pierwszej żony Ringo – Maureen Starkey
12. Really Love You – 5:18 (Paul McCartney/Ringo Starr)
13. Beautiful Night – 5:09
  - (orkiestra – George Martin)
14. Great Day – 2:09
  - piosenka napisana w 1970 roku

## Nagrody oraz pozycja na listach przebojów
Kolorem pomarańczowym zaznaczono singel niealbumowy.

Kolorem błękitnym zaznaczono singel niealbumowy, ale przynajmniej jedną ze stron zamieszczono już na reedycjach.
Single
| Okładka | Data wydania        | strona A          | strona B                                                                | UK Lista    | US Lista     | Certyfikat |
| ------- | ------------------- | ----------------- | ----------------------------------------------------------------------- | ----------- | ------------ | ---------- |
| foto    | 28 kwietnia 1997 r. | Young Boy         | Looking For You/Oobu Joobu – Part 1 (UK) Broomstick/Oobu Joobu – Part 2 | 19 (1 tyg.) | ?            | X          |
| foto    | 7 lipca 1997 r.     | The World Tonight | Used To Be Bad / OJ Part 2 lub 3 lub 4                                  | 23 (1 tyg.) | 64 (10 tyg.) | X          |
| foto    | 15 grudnia 1997     | Beautiful Night   | Love Come Tumbling Down / OJ Part 5 lub 6                               | 25 (2 tyg.) | ?            | X          |

Album
| Okładka | Data wydania   | nazwa albumu | UK Lista    | US Lista             | Certyfikat                        |
| ------- | -------------- | ------------ | ----------- | -------------------- | --------------------------------- |
| foto    | 5 maja 1997 r. | Flaming Pie  | 2 (15 tyg.) | 2 (1 tyg.) (20 tyg.) | (UK) złota płyta (US) złota płyta |

Gdy tylko album się ukazał, otrzymał bardzo dobre recenzje (najlepsze od czasów Tug Of War).
Reakcja rynku była natychmiastowa, gdyż osiągnął bardzo dużą sprzedaż (zgodnie z oczekiwaniami Paula). Była ona spowodowana m.in. świeżą falą nowych (młodych) fanów, którzy zaczęli interesować się jego twórczością dzięki projektowi Anthology. W związku z tym Flaming Pie debiutował na 2. miejscu brytyjskich i amerykańskich list przebojów! Album bardzo szybko osiągnęło status złotej płyty.
Pierwszy singel Young Boy osiągnął 19. miejsce na brytyjskich listach przebojów. Kolejny singel The World Tonight wspiął się na 23. miejsce na brytyjskich listach przebojów i 64. miejsce na amerykańskich listach przebojów. Ostatnią piosenką wydaną na singlu była Beautiful Night), która osiągnęła 25. miejsce na brytyjskich listach przebojów.
- Flaming Pie jest bezapelacyjnie jednym z najlepszych albumów tego artysty w całej jego karierze. Zwieńczeniem sukcesu była nominacja w 1998 roku do nagrody Grammy w kategorii "Album of the Year".

Album na listach przebojów w poszczególnych tygodniach
| Tydzień | 1 | 2 | 3  | 4  | 5  | 6  | 7  | 8  | 9  | 10 | 11 | 12  | 13   | 14  | 15  | 16  | 17  | 18  | 19  | 20  | 21  | 22 | 23  | 24  | 25  | 26  | 27  | 28  | 29  | 30  | 31  |
| ------- | - | - | -- | -- | -- | -- | -- | -- | -- | -- | -- | --- | ---- | --- | --- | --- | --- | --- | --- | --- | --- | -- | --- | --- | --- | --- | --- | --- | --- | --- | --- |
| UK      | 2 | 5 | 3  | 12 | 15 | 18 | 33 | 19 | 24 | 33 | 35 | 40  | 43   | 53  | 67  | 81  | 99  | 135 | 168 | 185 | 167 | 96 | 142 | 191 | 146 | 122 | 111 | 147 | 137 | 139 | 142 |
| US      | 2 | 8 | 12 | 25 | 38 | 47 | 44 | 48 | 60 | 75 | 90 | 110 | 1225 | 144 | 163 | 187 | 200 | 189 | 194 | 198 |     |    |     |     |     |     |     |     |     |     |     |

## Wideografia
Teledyski:
- Flaming Pie (promo) reż. ?
- The World Tonight wersja 1 i 2 reż. Geoff Wonfor
- The World Tonight wersja 3 reż. ?
- The World Tonight wersja 4 i 5 (nigdy nie emitowane) reż. Alistair Donald
- Young Boy wersja 1 reż. Geoff Wonfor
- Young Boy wersja 2 reż. Alistair Donald
- Young Boy wersja 3 reż. ?
- Beautiful Night wersja 1 (z nagą modelką) reż. Julien Temple
- Beautiful Night wersja 2 (ocenzurowana) reż. Julien Temple
- Beautiful Night wersja 3 reż. Geoff Wonfor
- Little Willow reż. John Schlesinger
- Calico Skies wersja 1 reż. Geoff Wonfor
- Calico Skies wersja 2 reż. ?

Film:
- In The World Tonight

reż. Geoff Wonfor

długość 73 min. (VHS/Laser disc) – 55 min. (DVD)
Opening / Live And Let Die / Somedays / Flaming Pie / The World Tonight / Heaven On A Sunday / Little Willow / Strawberry / Heartbreak Hotel / Tropic Island Hum / Young Boy / When I'm Sixty-Four / Liverpool Oratorio / Standing Stone / Flaming Pie / The World Tonight / Bishpsgate / Calico Skies / Coming Up / Great Day / Beautiful Night
Film został wyemitowany przez VH1 16 maja 1997 i przez ITV 18 maja. Film pokazuje Paula podczas pracy nad płytą Flaming Pie i w wielu innych momentach jego życia. Komercyjna wersja jest o 25 minut dłuższa niż wersja TV.

## Twórcy
1. The Song We Were Singing 
  - Paul: wokal, wokal harmoniczny, gitara elektryczna, gitara akustyczna, gitara basowa, kontrabas, fisharmonia
  - Jeff Lynne: wokal harmoniczny, gitara elektryczna, gitara akustyczna, keyboard
    - Producenci: Jeff Lynne / Paul McCartney
    - Inżynierowie: Geoff Emerick / Jon Jacobs, z asystą Keitha Smitha 
    - Sekwencja cyfrowa: Marc Mann 
    - Studio: Sussex, Anglia 
    - Data rozpoczęcia nagrań: 6 listopada 1995 roku
2. The World Tonight
  - Paul: wokal, wokal harmoniczny, perkusja, gitara basowa, gitara akustyczna, gitara elektryczna, pianino
  - Jeff Lynne: wokal harmoniczny, gitara elektryczna, gitara akustyczna, keyboard
    - Producenci: Jeff Lynne / Paul McCartney
    - Inżynierowie: Geoff Emerick / Jon Jacobs, z asystą Keitha Smitha 
    - Studio: Sussex, Anglia 
    - Data rozpoczęcia nagrań: 13 listopada 1995 roku
3. If You Wanna
  - Paul: wokal, perkusja, gitara basowa, gitara elektryczna, 12 strunowa gitara akustyczna
  - Steve Miller: wokal harmoniczny, gitara elektryczna, gitara akustyczna
    - Producent: Paul McCartney
    - Inżynierowie: Geoff Emerick / Jon Jacobs, z asystą Keitha Smitha 
    - Studio: Sussex, Anglia 
    - Data rozpoczęcia nagrań: 11 maja 1995 roku
4. Somedays
  - Paul: wokal, gitara akustyczna, gitara hiszpańska, gitara basowa
    - Producent: Paul McCartney
    - Orkiestracja: George Martin
    - Inżynierowie: Geoff Emerick / Jon Jacobs, z asystą Keitha Smitha 
    - Inżynierowie podczas sesji z orkiestrą: Geoff Emerick, z asystą Geoff Foster
    - Studio: Sussex, Anglia; Orkiestra została zarejestrowana w AIR Lyndhurst, w Londynie, w Anglii
    - Data rozpoczęcia nagrań: 1 listopada 1995 roku
    - dyrygent: David Snell; skrzypce: Keith Pascoe, Jackie Hartley, Rita Manning, Peter Manning; cella: Christian Kampen, Martin Loveday; altówka: Peter Lale, Levine Andade; flet altowy: Andy Finddon; flety: Martin Parry, Michael Cox; perkusja: Gary Kettel; harfa: Skaila Kanga; obój / różek: angielski Roy Carter
5. Young Boy
  - Paul: wokal, perkusja, gitara basowa, gitara akustyczna, organy Hammonda
  - Steve Miller: podkład wokalny, gitara elektryczna, gitara rytmiczna
    - Producent: Paul McCartney
    - Inżynierowie: Geoff Emerick / Jon Jacobs, z asystą Keitha Smitha / Frank Farrell 
    - Studio: Idaho, USA
    - Data rozpoczęcia nagrań: 22 lutego 1995 roku
6. Calico Skies
  - Paul: wokal, gitara akustyczna, perkusja
    - Producenci: Paul McCartney / George Martin
    - Inżynier: Bob Kraushaar 
    - Studio: Sussex, Anglia
    - Data rozpoczęcia nagrań: 3 października 1992 roku
7. Flaming Pie
  - Paul: wokal, wokal harmoniczny, pianino, perkusja, gitara basowa, gitara elektryczna
  - Jeff Lynne: wokal harmoniczny, gitara elektryczna
    - Producenci: Paul McCartney / Jeff Lynne
    - Inżynierowie: Geoff Emerick / Jon Jacobs, z asystą Keitha Smitha 
    - Studio: Sussex, Anglia
    - Data rozpoczęcia nagrań: 27 lutego 1996 roku
8. Heaven On A Sunday
  - Paul: wokal, perkusja, podkład wokalny, gitara basowa, gitara elektryczna i gitara akustyczna (solo), Fender Rhodes, klawesyn, wibrafon
  - Jeff Lynne: podkład wokalny, gitara akustyczna
  - James McCartney: gitara elektryczna (solo)
  - Linda McCartney: podkład wokalny
  - Michael Thompson, Richard Bissill, Richard Watkins, John Pirgneguy: waltornia
    - Producenci: Paul McCartney / Jeff Lynne
    - Inżynierowie: Geoff Emerick / Jon Jacobs, z asystą Keitha Smitha 
    - Studio: Sussex, Anglia
    - Data rozpoczęcia nagrań: 16 października 1996 roku
9. Used To Be Bad
  - Paul: wokal, perkusja, gitara basowa
  - Steve Miller: wokal, gitara elektryczna
    - Producent: Paul McCartney
    - Inżynierowie: Geoff Emerick / Jon Jacobs, z asystą Keitha Smitha 
    - Studio: Sussex, Anglia
    - Data rozpoczęcia nagrań: 5 maja 1995 roku
10. Souvenir
  - Paul: wokal, podkład wokalny, perkusja, pianino, klawesyn, gitara basowa, gitara elektryczna i gitara akustyczna
  - Jeff Lynne: podkład wokalny, gitara akustyczna, gitara elektryczna, keyboard
  - Kevin Robinson: trąbka
  - Chris 'Snake' Davis: saksofon
    - Producenci: Jeff Lynne / Paul McCartney
    - Inżynierowie: Geoff Emerick / Jon Jacobs, z asystą Keitha Smitha 
    - Studio: Sussex, Anglia
    - Data rozpoczęcia nagrań: 19 lutego 1996 roku
11. Little Willow
  - Paul: wokal, podkład wokalny, gitara basowa, gitara elektryczna, gitara akustyczna, gitara hiszpańska, pianino, fisharmonia, klawesyn, melotron, efekty perkusji
  - Jeff Lynne: podkład wokalny, klawesyn
    - Producenci: Paul McCartney / Jeff Lynne
    - Inżynierowie: Geoff Emerick / Jon Jacobs, z asystą Keitha Smitha 
    - Studio: Sussex, Anglia
    - Data rozpoczęcia nagrań: 21 listopada 1995 roku
12. Really Love You
  - Paul: wokal, podkład wokalny, gitara basowa, gitara elektryczna, pianino Wurlitzer
  - Jeff Lynne: podkład wokalny, gitara elektryczna
  - Ringo Starr: perkusja
    - Producenci: Paul McCartney / Jeff Lynne
    - Inżynierowie: Geoff Emerick / Jon Jacobs, z asystą Keitha Smitha 
    - Studio: Sussex, Anglia
    - Data rozpoczęcia nagrań: 14 maja 1996 roku
13. Beautiful Night
  - Paul: wokal, podkład wokalny, pianino, pianino Wurlitzer, organy Hammonda, dodatkowa perkusja, gitara basowa, gitara elektryczna, gitara akustyczna,
  - Jeff Lynne: podkład wokalny, gitara elektryczna, gitara akustyczna,
  - Ringo Starr: perkusja, podkład wokalny na końcu, dodatkowa perkusja
  - Linda McCartney: podkład wokalny
    - Producenci: Paul McCartney / Jeff Lynne
    - Orkiestracja: George Martin
    - Inżynierowie: Geoff Emerick / Jon Jacobs, z asystą Keitha Smitha 
    - Inżynierowie podczas sesji z orkiestrą: Geoff Emerick / Jon Jacobs / Peter Cobbin, z asystą Paul Hicks
    - Studio: Sussex, Anglia; Orkiestra została zarejestrowana w Abbey Road, w Londynie, w Anglii
    - Data rozpoczęcia nagrań: 13 maja 1996 roku
    - dyrygent: David Snell; trąbki: John Barclay, Andrew Crowley, Mark Bennett; puzony: Richard Edwards, Andy Fawbert; rogi: Michael Thompson, Richard Watkins, Nigel Black; skrzypce: Marcia Crayford, Adrian Levine, Belinda Bunt, Bernard Partridge, Jackie Hartley, Keith Pascoe, David Woodcock, Roger Garland, Julian Tear, Briony Shaw, Rita Manning, Jeremy Williams, David Ogden, Botustav Kostecki, Maciej Rakowski, Jonathan Rees; altówka: Robert Smissen, Stephen Tees, Levine Andade, Philip Dukey, Ivo Van Der Werff, Graeme Scott; cela: Anthony Pleeth, Stephen Orton, Martin Loveday, Robert Bailey; kontrabas: Chriss Laurence, Robin McGee; flet: Susan Milan; obój: David Theodore
14. Great Day
  - Paul: wokal, gitara akustyczna, perkusja
  - Linda McCartney: podkład wokalny
    - Producenci: Paul McCartney / George Martin
    - Inżynier: Bob Kraushaar 
    - Studio: Sussex, Anglia
    - Data rozpoczęcia nagrań: 3 października 1992 roku